# Milambo (Tanzania)
Milambo è una circoscrizione rurale (rural ward) della Tanzania situata nel distretto di Kaliua, regione di Tabora. Conta una popolazione di 25 933 abitanti (censimento 2012).